# Гетто в Черновцах
Гетто в Черновцах — жилой квартал города Черновцов, в котором во время Второй мировой войны румынская оккупационная власть удерживала евреев с целью их дальнейшей депортации в Транснистрию.

## Численность еврейского населения Черновцов к 1941 году
В 1930 году в Черновцах проживало 42 932 еврея, что составляло 38 % населения города. Накануне 22 июня 1941 года численность евреев, включая беженцев, здесь достигла 51,5 тыс., что ставило почти половину от общей численности населения (110 тыс.).

## Первые преследования и убийства еврейского населения
22 июня 1941 года началась Великая Отечественная война. Румынское королевство, как союзник Третьего рейха, стремилось вернуть утраченные в 1940 году земли, поэтому приняло участие в нападении на Советский Союз. 2 июля 1941 года немецко-румынские войска вступили на территорию Северной Буковины, а уже 5 июля 1941 года заняли Черновцы.
В город вместе с воинскими частями вступили и части зондеркоманды 10б. 7—9 июля 1941 года они вместе с румынскими военными убили около 2 тыс. черновицких евреев. Убийства сопровождались грабежами и сожжением культовых зданий. Зондеркоманда 10б покинула Черновцы в конце июля 1941 года.
8 июля 1941 года заместитель главы правительства Михай Антонеску заявил, что выступает за принудительное выдворение евреев из Бессарабии и Северной Буковины за пределы Румынии.
30 июля 1941 года вышел приказ главы администрации Буковины подполковника Александра Риошану, который вводил ограничения для евреев и устанавливал для них особые правила поведения. Согласно им, евреям запрещалось покупать хлеб с 9:30 до 11:00, размещать вывески у своих магазинов. Требовалось, чтобы повсюду указывалось, что на предприятии ту или иную работу совершает еврей. Вводилось обязательное ношение евреями на верхней одежде с левой стороны желтой шестиугольной звезды. За неисполнение этого приказа предполагалась ссылка в концлагерь.

## Создание гетто в Черновцах
После подписания немецко-румынского договора в Бендерах 30 августа 1941 года Румыния официально получила власть на территории между реками Днестром и Южным Бугом. Там образовалась административная единица «Транснистрия». Именно её румынская власть избрала местом для депортации евреев из Северной Буковины.
4 октября 1941 года был издан приказ Михая Антонеску о депортации буковинских евреев в эту область в течение 10 дней.
Военная администрация Черновцов действовала быстро. 10 октября 1941 года губернатор Буковины генерал Корнелиу Калотеску издал приказ о создании временного гетто в городе, где на 1 сентября 1941 года проживало 49 497 евреев. Переселение евреев в гетто началось 11 октября. 16 октября газета «Bucovina» сообщила об этих мероприятиях жителям города. В отличие от гетто, создававшихся немцами в соседнем Генерал-губернаторстве, выход евреев за пределы гетто в Черновцах был сразу запрещён. Достаточно оперативно военные оцепили этот жилой квартал колючей проволокой и деревянным забором.
Условия проживания евреев в нём были с первого дня ужасающими. Как и в других гетто, власть практиковала переселение большого количества людей на площадь, которая во много раз была меньше минимально необходимой для удовлетворения человеческих потребностей.

## Депортации из черновицкого гетто
Из Черновцов в Транснистрию евреев начали депортировать 14—15 октября 1941 года. Тогда по железной дороге вывезли около 4 тыс. человек. Эти депортационные мероприятия были продуманными и имели свою структуру и алгоритм, позволявший охватить все большее количество людей. Так, 28 октября 1941 г. из города было вывезено 2,5 тыс., 30 октября 1941 г. — ещё 2,5 тыс., 3 ноября 1941 г. — 3 тыс. человек. На следующий день состоялась массовое мероприятие: из Черновцов депортировали 18 тыс. человек. К 15 ноября 1941 года из города было вывезено 28 391 евреев.
По состоянию на 20 мая 1942 года в черновицком гетто проживало 19 521 евреев. Следующие волны депортаций в Транснистрию пришлись на июнь 1942 года. 8 июня 1942 г. из Черновцов было выселено 1705 евреев (из них 619 мужчин, 691 женщина, 395 детей). 15 июня 1942 г. было вывезено 1139 евреев (445 мужчин, 495 женщин, 199 детей). 29 июня 1942 г. было депортировано 1110 евреев (416 мужчин, 554 женщины, 140 детей). Общее количество вывезенных из гетто в июле 1942 г. составило 3954 еврея (1480 мужчин, 1740 женщин, 654 ребёнка).
Осенью 1942 года депортации из гетто продолжились. 10 сентября 1942 г. из Черновцов было депортировано около 500 евреев.

## Роль Траяна Поповича в спасении черновицких евреев от депортаций
Такие темпы выполнения приказа рассчитаны на то, чтобы в Черновцах вскоре не осталось ни одного еврея. Но благодаря вмешательству примара Черновцов Траяна Поповича (рум. Traian Popovici) депортация была остановлена. Он изначально был противником депортации евреев из Черновцов, о чём открыто сообщал военной администрации. Наконец ему удалось убедить власть оставить часть евреев в городе. Причиной того, что военные согласились, стал отток квалифицированных рабочих, приведший к частичному упадку экономики города. Чтобы решить эту проблему, было решено оставлять в городе специалистов, которые могли бы быть полезными в промышленности. Так, весной 1942 года в Черновцах получили виды на жительство и труд 21 тыс. евреев. Это позволило им пережить Холокост. В 1969 году Траяну Поповичу было посмертно присвоено звание Праведника народов мира.

## Евреи Черновцов после завершения румынско-германской оккупации
29 марта 1944 года советские войска снова заняли Черновцы. По состоянию на 30 апреля 1944 г. в Черновцах проживало 17 340 евреев, что составляло 42 % от общего количества населения города. В августе 1945 года правительство Советского Союза приняло постановление, согласно которому буковинские евреи, имевшие румынское гражданство до 1940 г., могли выезжать в Румынию. Этим воспользовалось большинство черновицких евреев. После выезда в Румынию они, как правило, эмигрировали в Израиль. Такая возможность уехать из Советского Союза просуществовала до апреля 1946 года.